# Villers-aux-Nœuds
Villers-aux-Nœuds é uma comuna francesa na região administrativa do Grande Leste, no departamento de Marne. Estende-se por uma área de 6.44 km², e possui 224 habitantes, segundo o censo de 2018, com uma densidade de 35 hab/km².